# Georg Kuhlmeyer
Georg Kuhlmeyer (* 29. März 1894 in Stettin; † 2. Januar 1983 in Bad Oldesloe) war ein deutscher Dichter.

## Leben
Kuhlmeyer studierte Rechtswissenschaften, Literaturwissenschaft und Kunstwissenschaft an der Friedrich-Wilhelms-Universität zu Berlin, der Universität Kiel, der Universität München und der Universität Greifswald. Nach der Promotion zum Dr. jur. wirkte er als Fabrikant in seiner Heimatstadt Stettin. Nach 1945, als Stettin an Polen kam, lebte er in Ratzeburg.
Kuhlmeyer schrieb Gedichte, die er in Gedichtbänden und in Zeitschriften, unter anderem in der Pommerschen Saat, veröffentlichte. In der Anthologie Pommersche Literatur – Proben und Daten (1969) ist er mit drei Gedichten vertreten.

## Werke
- Sehnsucht des Lebens. Verlag Dr. K. Moninger, Greifswald 1921.
- Melodie des Seins. Ein Hymnus. H. Moenck, Stettin 1925.
- Legende vom Wunder der Frau. H. Moenck, Stettin 1925.
- Gang durch die Nacht. H. Moenck, Stettin 1926.